# 五次函數

一个有3个实根和4个临界点的五次函数

在数学中，五次函数（英文：quintic function）表示形为{\displaystyle f(x)=ax^{5}+bx^{4}+cx^{3}+dx^{2}+ex+f}(a≠0且a，b，c，d，e，f是常数)的多项式函数。
五次函数表达式{\displaystyle ax^{5}+bx^{4}+cx^{3}+dx^{2}+ex+f}的定义是一个五次多项式，因为x的最高次数是5。
如果令五次函数的值等于零，则可得一个五次方程。该方程的解称为方程的根或函数的零点。